# Claudio N. Tirado
Claudio Nemorio Tirado Solano fue un académico y político mexicano del siglo XX, fue diputado federal, senador, secretario general de Gobierno y gobernador provisional (1921) y electo (1925) de Puebla. Además de hermano del coronel Ezequiel N. Tirado. 
Nació el 1884 en Zacapoaxtla, Puebla; hijo de Juan Bautista Tirado Vázquez y Matilde Solano, estudió en la Escuela Normal para Profesores del Estado de Puebla, hoy Benemérito Instituto Normal del Estado. Siendo su primer trabajo tenedor de libros -un equivalente a contador público- para el empresario francés don Clemente
Jacque, fundador de la Compañía Clemente & Jacques en 1887.
Fue diputado de la XXIX Legislatura entre 1920 y 1922, por el distrito electoral 14, con cabecera en Zacapoaxtla, durante el gobierno del presidente Álvaro Obregón y del gobernador  licenciado Luis Sánchez Pontón.
El 5 de abril de 1921 en el Congreso de la Unión de los Estados Unidos Mexicanos, durante la legislatura comunica que la H. Cámara de Senadores designaba a Claudio N. Tirado como Gobernador provisional del Estado de Puebla, para restablecer el orden constitucional en aquella entidad, y pide se llame a su suplente en tanto dura la comisión que se le ha conferido, del 16 de abril al 17 de junio de 1921, sustituyendo a Luis Sánchez Pontón y entregando el cargo al general José María Sánchez “Chachapa”.
Durante esos sesenta días de gobierno interino en 1921, tuvo como Secretario General del Gobierno al profesor y diplomático Gilberto Bosques Saldívar. 
Posteriormente, Claudio N. Tirado fue nombrado Secretario General de Gobierno en 1922 por su amigo el gobernador Profr. Froylán Cruz Manjarrez, por la sugerencia del presidente de la república, en dicho cargo político sustituyó al presidente municipal de Puebla, Máximo Ochoa, dejando en el cargo a Fernando F. Franco, además de fortalecer las relaciones con los 17 diputados locales -de ese entonces- integrantes de la XXV Legislatura, electos para el periodo de 1921 a 1923, y le correspondió darle seguimiento al complot que habían conjurado los Sanchistas -partidarios de Luis Sánchez Pontón-, para asesinar a su amigo y gobernador interino Froylán Cruz Manjarrez. 
Claudio Tirado renuncia a su cargo de Secretario de Gobierno, para ser postulado candidato a senador por el presidente Obregón. Siendo Senador de la República del Estado de Puebla junto con Jesús Zafra G., en la XXX Legislatura, 1922-1924. En esa época fue el primero en postular para la presidencia de la república al general Plutarco Elías Calles, con lo cual se ganó su estimación. 
Así transcurría 1924 y el senador Tirado, inició su campaña para gobernador del estado. Las elecciones para gobernador, diputados locales y ayuntamientos, se efectuaron el domingo 30  de noviembre de 1924 y rindió protesta el 1 de febrero de 1925 ante la XXVII legislatura, 1925-1926, integrada por veintidós diputados, que habían asumido el cargo quince días antes: Sidronio Araoz, Francisco Hernández Domínguez, Álvaro Lechuga Cabrera, Crisógono Cordero, Manuel P. Montes, quién meses después habría de ser gobernador interino sustituyendo a Claudio, Miguel Méndez, Ignacio Martínez Castro, Alfonso Cruz Matamoros, Everardo Gómez, Francisco M. Urrutia, Rodolfo Hernández, Fructuoso Garrido, Leopoldo López Guerra, Luis Carlos Covarrubias, Carlos Soto Guevara, Fernando Soto, Ernesto Guerrero, Isaac Sánchez, Silvestre Pérez, Crisóforo Ibáñez, Luis C. Amador, José Guadalupe Hernández e Ignacio Macip.
El Presidente de la Gran Comisión de esa Legislatura tiradista, fue Miguel Méndez, diputado que representaba al distrito de Huauchinango.
Entonces el presidente Plutarco Elías Calles tenía sesenta días en el cargo, con quien tenía una estrecha amistad, relación de la que se benefició políticamente y se autoproclamó el segundo Calles de México o La cuarta figura de la historia de México: Hidalgo, Juárez, Calles, y yo decía a sus más cercanos.
Durante su mandato de veinte meses como gobernador constitucional, Claudio tuvo como Secretarios de Gobierno a su paisano Wenceslao Macip, a Rufino A. Landero, también paisano suyo, -primero como subsecretario y luego como secretario- y finalmente como subsecretario de Gobierno encargado de la Secretaría a Genaro Ángeles.
El día 17 de enero de 1926, el gobernador Claudio N. Tirado notificó por medio del inspector general de Policía, que todos los sacerdotes católicos extranjeros de Puebla debian suspender sus actividades eclesiásticas teniendo 48 horas para abandonar el territorio nacional. 

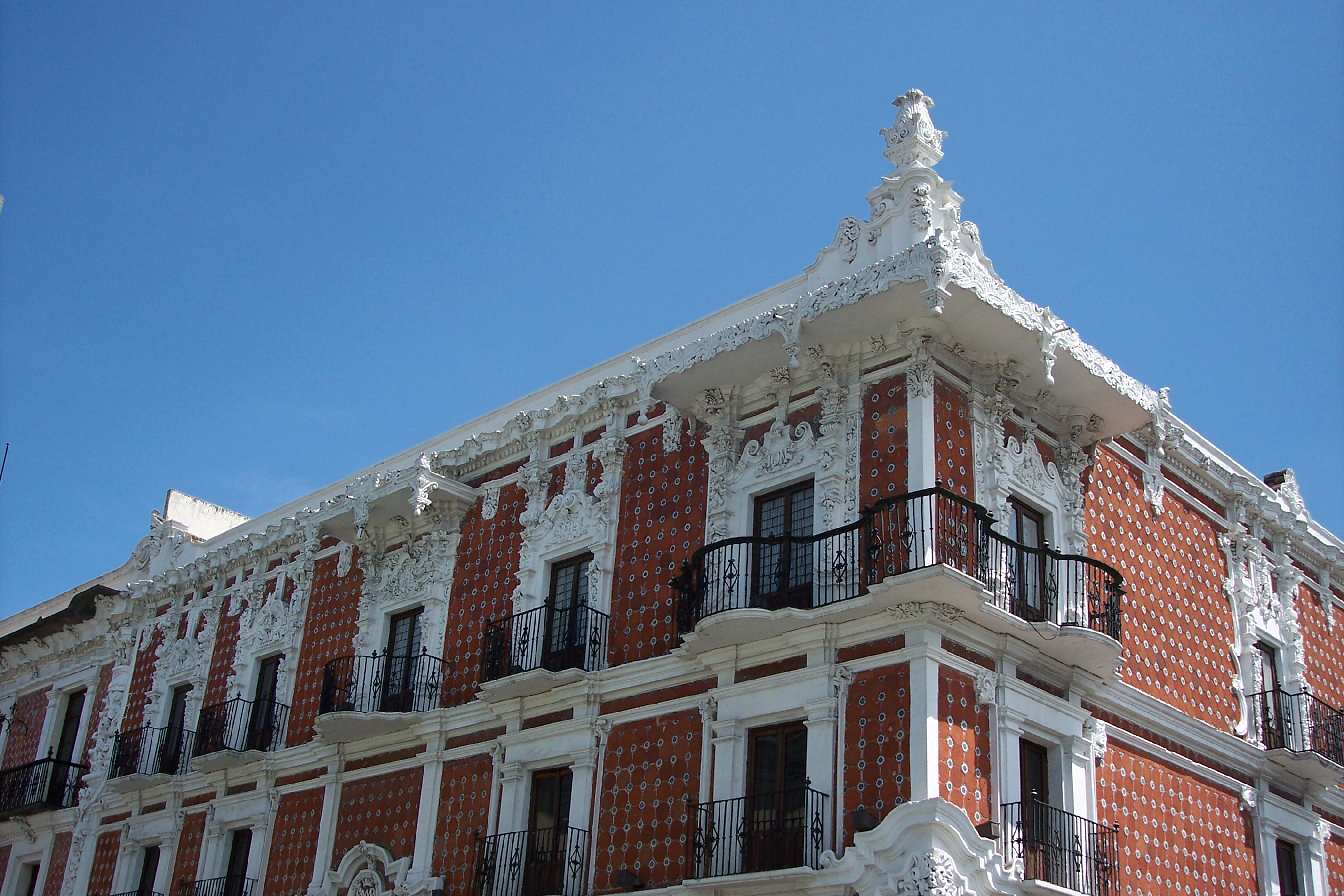
Museo Casa de Alfeñique, en la ciudad de Puebla.

Como Gobernador se inauguró la carretera de Méxio-Puebla con financiamiento federal del General Plutarco Elías Calles, en 1926 fue instalado en la Casa de Alfeñique el edificio del museo regional durante el periodo de gobierno del Claudio N. Tirado, convirtiéndose en el primer museo de la ciudad de Puebla y ayudó al desarrollo educativo de nivel superior.
Vicente Lombardo Toledano, diputado federal por Teziutlán, integrante de la XXXII Legislatura callista, 1926-1928, encabezó la rebelión contra Claudio. Denunció a Tirado en el pleno de la Cámara y logró que ésta nombrara una comisión especial para que viniera a investigar los hechos denunciados como la violación a la autonomía municipal de Teziutlán, y el gobernador Tirado tuvo que dejar el cargo el 22 de noviembre de 1926, siendo el gobernador provisional Manuel P. Montes. Después de este suceso, Claudio se retira de la vida política y se traslada a la Ciudad de México.
En 1929, Calles funda el Partido Nacional Revolucionario (PNR) antecesor del PRI. Este partido nació como una federación de partidos políticos regionales, grupos políticos diversos, generales y caudillos sobrevivientes de la lucha armada, entre esos fundadores se encuentra Claudio N. Tirado, en el ánimo de apoyar a sus aliados denominados "callistas"; El primer candidato presidencial del PNR fue Pascual Ortiz Rubio, quien resultó elegido presidente ese mismo año.
Claudio N. Tirado, falleció el 11 de agosto de 1947, durante la presidencia de Miguel Alemán Valdés.
Entre sus familiares destacan su hermano el Coronel Ezequiel N. Tirado, el Ingeniero Sergio Tirado Ledesma y el Licenciado Luis Tirado Ledesma.
| Predecesor: Luis Sánchez Pontón | Gobernador de Puebla 1921      | Sucesor: José M. Sánchez  |
| Predecesor: Arturo Osorio       | Gobernador de Puebla 1925-1926 | Sucesor: Manuel P. Montes |